# Saint-Simon (Aisne)
Saint-Simon é uma comuna francesa na região administrativa de Altos da França, no departamento de Aisne. Estende-se por uma área de 6,34 km². Em 2010 a comuna tinha 648 habitantes (densidade: 102,2 hab./km²).